# Djurås
Djurås – miejscowość (tätort) w Szwecji, w regionie administracyjnym (län) Dalarna, w gminie Gagnef.
Według danych Szwedzkiego Urzędu Statystycznego liczba ludności wyniosła: 2128 (31 grudnia 2015), 2162 (31 grudnia 2018) i 2182 (31 grudnia 2019).